# Fanfaren der Liebe
Fanfaren der Liebe ist ein deutscher Schwarzweißfilm aus dem Jahr 1951 von Regisseur Kurt Hoffmann. Er basiert auf der gleichen Geschichte von Robert Thoeren und Michael Logan wie Billy Wilders Film Manche mögen’s heiß aus dem Jahr 1959.
1953 erschien die Fortsetzung Fanfaren der Ehe.

## Handlung
Die Musiker Hans (Bass) und Peter (Klavier) suchen in den verschiedensten Verkleidungen nach einem Engagement. Da erfahren sie, dass bei der Damenkapelle Alpenveilchen nach einer Verstärkung gesucht wird. So verkleiden sie sich als Frauen und nennen sich Hansi und Petra.
Von der Orchesterleiterin Frau d'Estée, die ihre Damen eindringlich vor Männergeschichten warnt, werden sie übernommen und gehen mit der Kapelle auf Tournee. Bald fällt es ihnen immer schwerer, ihre Verkleidung aufrechtzuerhalten. Zum einen verlieben sich beide in die Sängerin Gaby, zum anderen stellt ihnen der Hotelbesitzer Hallinger nach, bis der Schwindel schließlich auffliegt. Zuletzt gibt es eine Doppelhochzeit.

## Hintergrund
Die Vorlage zu dem Film stammt von Robert Thoeren und Michael Logan, die diese 1935 für einen Film in Frankreich unter dem Titel Fanfare d'Amour verfilmten. 
Gedreht wurde der Film vom 14. Juni bis zum Juli 1951 im Bavaria-Atelier in München-Geiselgasteig. Die Außenaufnahmen entstanden in Berchtesgaden und München. Die musikalische Ausführung besorgten Kurt Graunke und sein Symphonieorchester sowie die Kapelle Max Greger. Den Musiktitel Ich zähl’ mir’s an den Knöpfen ab steuerte Kary Barnet bei. Die Uraufführung erfolgte am 4. September 1951 im Delphi Filmpalast in Berlin.
Billy Wilder nahm zwar die Grundidee für seine Kultkomödie Manche mögen’s heiß auf, bezeichnete den deutschen Vorläufer aber als „drittklassig, absolut furchtbar und miserabel“. Wilders Film gilt heute als eine der besten Filmkomödien überhaupt.

## Kritiken
„Turbulenter Schwank mit viel Musik, der in der unmittelbaren Nachkriegszeit zum größten deutschen Lustspiel-Erfolg avancierte. Nach derselben literarischen Vorlage entstanden Fanfare d'Amour von Richard Pottier 1935 und Billy Wilders komödiantisches Feuerwerk Manche mögens heiß 1959, dem dieser deutsche Unterhaltungsfilm trotz aller ausgelassenen Spielfreude nicht annähernd das Wasser reichen kann.“